# Merag
Merag (do roku 1910 Smerag, italsky Merago) je malá vesnice a přímořské letovisko v Chorvatsku v Přímořsko-gorskokotarské župě. Nachází se na východě ostrova Cres a je součástí opčiny města Cres. V roce 2011 zde žilo celkem 10 obyvatel. Ve vesnici sídlí trajektový přístav.
Sousedními sídly jsou Vodice a město Cres.